# Karpatian
Karpatian (dawniej Berkut) – ukraińsko-polski folk-rockowy zespół muzyczny powstały w 2004 w Olsztynie. Zespół czerpie inspiracje z kultury ukraińskiej. Dawna nazwa zespołu pochodzi od ukraińskiej nazwy orła przedniego.

## Dyskografia
Albumy
- Zli pryvyczky 2005
- Czasu ne marnuy 2007
- Berkut 3 2010
- Współistnienie 2016

W 2011 roku okładka płyty Berkut 3 projektu Pawła Piłata wygrała plebiscyt Wirtualne Gęśle w kategorii Najciekawsza okładka polskiej płyty folkowej.

## Muzycy
| Obecni członkowie (stan na luty 2013) - Paweł Gerczak – wokalista - Sławomir Chmarycz – akordeon - Dariusz Gendzierski – trąbka - Piotr Pankowski – gitara solowa - Michał Szymanek – gitara basowa - Maciej Matuszczyk – perkusja | Byli członkowie - Artur Rudel - gitara solowa - Bogdan Sitko – gitara solowa - Kondrad Kozubowski – mandolina - Marcin Strus – saksofon - Jarosław Szczerbik – gitara basowa - Igor Kozubel – perkusja |